# NGC 3809
NGC 3809 é uma galáxia lenticular (S0) localizada na direcção da constelação de Ursa Major. Possui uma declinação de +59° 53' 10" e uma ascensão recta de 11 horas, 41 minutos e 15,9 segundos.
A galáxia NGC 3809 foi descoberta em 20 de Agosto de 1866 por Heinrich Louis d'Arrest.